# Draft de l'NBA del 1986
El Draft de l'NBA de 1986 es va celebrar el dia 17 de juny a Nova York.

## Primera ronda
|  | = All-Star     |
|  | = Hall of Fame |

| Posició | Jugador           | Nacionalitat   | Equip de l'NBA         | Origen (Universitat/club) |
| ------- | ----------------- | -------------- | ---------------------- | ------------------------- |
| 1       | Brad Daugherty    | Estats Units   | Cleveland Cavaliers    | North Carolina            |
| 2       | Len Bias          | Estats Units   | Boston Celtics         | Maryland                  |
| 3       | Chris Washburn    | Estats Units   | Golden State Warriors  | NC State                  |
| 4       | Chuck Person      | Estats Units   | Indiana Pacers         | Auburn                    |
| 5       | Kenny Walker      | Estats Units   | New York Knicks        | Kentucky                  |
| 6       | William Bedford   | Estats Units   | Phoenix Suns           | Memphis State             |
| 7       | Roy Tarpley       | Estats Units   | Dallas Mavericks       | Michigan                  |
| 8       | Ron Harper        | Estats Units   | Cleveland Cavaliers    | Miami (OH)                |
| 9       | Brad Sellers      | Estats Units   | Chicago Bulls          | Ohio State                |
| 10      | Johnny Dawkins    | Estats Units   | San Antonio Spurs      | Duke                      |
| 11      | John Salley       | Estats Units   | Detroit Pistons        | Georgia Tech              |
| 12      | John S. Williams  | Estats Units   | Washington Bullets     | LSU                       |
| 13      | Dwayne Washington | Estats Units   | New Jersey Nets        | Syracuse                  |
| 14      | Walter Berry      | Estats Units   | Portland Trail Blazers | St. John's                |
| 15      | Dell Curry        | Estats Units   | Utah Jazz              | Virginia Tech             |
| 16      | Maurice Martin    | Estats Units   | Denver Nuggets         | Saint Joseph's            |
| 17      | Harold Pressley   | Estats Units   | Sacramento Kings       | Villanova                 |
| 18      | Mark Alarie       | Estats Units   | Denver Nuggets         | Duke                      |
| 19      | Billy Thompson    | Estats Units   | Atlanta Hawks          | Louisville                |
| 20      | Buck Johnson      | Estats Units   | Houston Rockets        | Alabama                   |
| 21      | Anthony Jones     | Estats Units   | Washington Bullets     | UNLV                      |
| 22      | Scott Skiles      | Estats Units   | Milwaukee Bucks        | Michigan State            |
| 23      | Ken Barlow        | Estats Units   | Los Angeles Lakers     | Notre Dame                |
| 24      | Arvydas Sabonis   | Unió Soviètica | Portland Trail Blazers | Zalgiris Kaunas (URSS)    |

## Segona ronda
| Posició | Jugador             | Nacionalitat | Equip de l'NBA                           | Origen (Universitat/club) |
| ------- | ------------------- | ------------ | ---------------------------------------- | ------------------------- |
| 25      | Mark Price          | Estats Units | Dallas Mavericks, traspasado a Cleveland | Georgia Tech              |
| 26      | Greg Dreiling       | Estats Units | Indiana Pacers                           | Kansas                    |
| 27      | Dennis Rodman       | Estats Units | Detroit Pistons                          | S. Oklahoma State         |
| 28      | Larry Krystkowiak   | Estats Units | Chicago Bulls                            | Montana                   |
| 29      | Johnny Newman       | Estats Units | Cleveland Cavaliers                      | Richmond                  |
| 30      | Nate McMillan       | Estats Units | Seattle SuperSonics                      | North Carolina State      |
| 31      | Nik Hakso           | Estats Units | Washington Bullets                       | Georgia                   |
| 32      | Cedric Henderson    | Estats Units | Atlanta Hawks                            | Georgia                   |
| 33      | Kevin Duckworth     | Estats Units | San Antonio Spurs                        | Eastern Illinois          |
| 34      | Johnny Rogers       | Estats Units | Sacramento Kings                         | UC Irvine                 |
| 35      | Milt Wagner         | Estats Units | Dallas Mavericks                         | Louisville                |
| 36      | Steve Mitchell      | Estats Units | Washington Bullets                       | UAB                       |
| 37      | Panagiotis Fasoulas | Grècia       | Portland Trail Blazers                   | NC State                  |
| 38      | LeMone Lampley      | Estats Units | Seattle SuperSonics                      | DePaul                    |
| 39      | Rafael Addison      | Estats Units | Phoenix Suns                             | Syracuse                  |
| 40      | Augusto Binelli     | Itàlia       | Atlanta Hawks                            | Virtus Bolonia (Itàlia)   |
| 41      | Otis Smith          | Estats Units | Denver Nuggets                           | Jacksonville              |
| 42      | Ron Kellogg         | Estats Units | Atlanta Hawks                            | Kansas                    |
| 43      | Dave Feitl          | Estats Units | Houston Rockets                          | UTEP                      |
| 44      | David Wingate       | Estats Units | Philadelphia 76ers                       | Georgetown                |
| 45      | Keith Smith         | Estats Units | Milwaukee Bucks                          | Loyola Marymount          |
| 46      | Jeff Hornacek       | Estats Units | Phoenix Suns                             | Iowa State                |
| 47      | Michael Jackson     | Estats Units | New York Knicks                          | Georgetown                |

## Jugadors destacats no escollits en 1a ronda
| Posició | Jugador           | Nacionalitat   | Equip de l'NBA         | Origen (Universitat/club)  |
| ------- | ----------------- | -------------- | ---------------------- | -------------------------- |
| 60      | Dražen Petrović   | RF Iugoslàvia  | Portland Trail Blazers | Cibona Zagreb (Iugoslàvia) |
| 69      | André Turner      | Estats Units   | Los Angeles Lakers     | Memphis St.                |
| 94      | Jerome Mincy      | Puerto Rico    | New York Knicks        | UAB                        |
| 134     | Alexander Volkov  | Unió Soviètica | Atlanta Hawks          | CSKA de Moscou (URSS)      |
| 157     | Valery Tikhonenko | Unió Soviètica | Atlanta Hawks          | CSKA de Moscou (URSS)      |

## Anàlisi
El Draft de l'NBA de 1986 és potser aquell del qual es té un record més desagradable a causa dels problemes de drogues en diversos dels jugadors escollits en primera ronda. Dos dies després de ser escollit en segona posició pels Boston Celtics, el jugador Len Bias moria per una sobredosi quan celebrava el seu pas a professional. Durant les seves carreres esportives també van tenir problemes semblants jugadors com Chris Washburn (nº 3) i Roy Tarpley (nº 7).
Per altra banda, és potser el draft del que més jugadors All Star han sortit en una segona ronda: Mark Price, Dennis Rodman, Kevin Duckworth, i Jeff Hornacek, per només un de la primera (Brad Daugherty). A més, aquell any van ser seleccionats dos dels millors jugadors europeus de tots els temps: Drazen Petrovic i Arvydas Sabonis.